# Dorothée au pays des chansons
 (mai 2018).
Si vous disposez d'ouvrages ou d'articles de référence ou si vous connaissez des sites web de qualité traitant du thème abordé ici, merci de compléter l'article en donnant les références utiles à sa vérifiabilité et en les liant à la section « Notes et références ».
Albums de Dorothée
Hou ! La menteuse
(1982)
Dorothée au pays des chansons est le premier album studio de Dorothée, sorti le 15 mars 1980. 
Il s'agit d'un conte musical de Jacques Pessis, Jean-François Porry, Michel Jourdan et Jean-Pierre Stora, dans lequel chaque style de chansons est représenté par des personnages vivants. On retrouve notamment le personnage de Henri Golo interprété par Jean Stout.
Les compositeurs sont Michel Jourdan et Jean-Pierre Stora et l'auteur Michel Jourdan, sauf le titre La chanson des animaux qui est coécrite par Michel Jourdan et J. Mercury. Le titre Viens t'amuser est écrit par Michel Jourdan et composé par Jean-Pierre Bourtayre. Les arrangements sont de Gérard Salesses et la réalisation de Jean-François Porry.
Cet album a donné naissance à une comédie musicale présentée sur le Champ-de-Mars à partir du 24 décembre 1980 ainsi qu'à l'Olympia en avril 1981 mais également à une adaptation télévisée diffusée sur Antenne 2[réf. nécessaire].
Sur l'album figurait en bonus un des génériques de l'émission Récré A2 dont les paroles et la musique sont signées Billy Nencioli.
Les deux singles 45 tours à en être extraits sont Récré A2 (avec en face B La chanson des animaux) et Une fille qu'est-ce que c'est ? (avec en face B Viens t'amuser).

## Titres
| No  | Titre                                                           | Durée |
| --- | --------------------------------------------------------------- | ----- |
| 1.  | LA RENCONTRE AVEC HENRI: HENRI-DOROTHÉE Henri Golo              | 0:15  |
| 2.  | Dorothée au lait                                                | 0:18  |
| 3.  | Une fille qu'est-ce que c'est ?                                 | 2:37  |
| 4.  | La Chanson des Animaux                                          | 0:17  |
| 5.  | L’ARRIVÉE DE PETIT BLUES Petit Blues                            | 0:31  |
| 6.  | LE VILLAGE DES CHANSONS: CHŒUR DES CHANSONS Chanson travaille   | 0:32  |
| 7.  | LE GÉNÉRAL Chanson militaire                                    | 0:17  |
| 8.  | HENRI-DOROTHÉE Dorothée au lait                                 | 0:17  |
| 9.  | MAGGIE Chanson Magique                                          | 0:21  |
| 10. | LOVE LOVE Mon amour je t'aime                                   | 0:25  |
| 11. | DOROTHÉE Mon amour je t'aime                                    | 2:07  |
| 12. | Chante nous                                                     | 2:07  |
| 13. | LA FÊTE AU VILLAGE: ROCKY Rocky Rock n’Roll                     | 0:05  |
| 14. | DOROTHÉE Dorothée Rock n’Roll                                   | 2:47  |
| 15. | MÉMÉ LODIE Mémé Lodie (La vieille chanson)                      | 1:02  |
| 16. | DOROTHÉE-HENRI La chanson des animaux                           | 2:29  |
| 17. | FLOP Personne ne m’a jamais chanté                              | 0:20  |
| 18. | LOVE LOVE Dorothée je t'aime                                    | 0:50  |
| 19. | DOROTHÉE Une petite larme de musique                            | 2:50  |
| 20. | DOROTHÉE AU CAMP DES DISSONANCES: DOROTHÉE Au pays des chansons | 1:47  |
| 21. | LA BATAILLE: LE GÉNÉRAL En avant Marche (Chanson militaire      | 0:13  |
| 22. | LE DÉNOUEMENT: DOROTHÉE Viens t'amuser                          | 2:37  |
| 23. | Récré A2                                                        | 2:40  |

## 45 tours
- Une fille qu'est ce que c'est ?
- Récré A2
- Musique magique

## Supports
| Année | Format       | Label    | Catalogue           |
| ----- | ------------ | -------- | ------------------- |
| 1980  | 33 Tours     | AB / CBS | ---                 |
| 1980  | Musicassette | AB / CBS | AB 400 002 / CB 431 |
| 1989  | 33 Tours     | AB / CBS | ---                 |
| 1989  | Compact Disc | AB / CBS | AB 500002 / CBS 701 |